# Kanton Saint-Trivier-de-Courtes
Der Kanton Saint-Trivier-de-Courtes war von 1790 bis 2015 ein französischer Wahlkreis im Département Ain in der Region Rhône-Alpes. Er umfasste zwölf Gemeinden im Arrondissement Bourg-en-Bresse, sein Hauptort (frz.: chef-lieu) war Saint-Trivier-de-Courtes. 

## Gemeinden
| Gemeinde                   | Einwohner Jahr | Fläche km² | Bevölkerungsdichte | Code INSEE | Postleitzahl |
| -------------------------- | -------------- | ---------- | ------------------ | ---------- | ------------ |
| Cormoz                     | 668 (2013)     | 19,6       | 34 Einw./km²       | 01124      | 01560        |
| Courtes                    | 282 (2013)     | 9,1        | 31 Einw./km²       | 01128      | 01560        |
| Curciat-Dongalon           | 454 (2013)     | 23,9       | 19 Einw./km²       | 01139      | 01560        |
| Lescheroux                 | 695 (2013)     | 20,1       | 35 Einw./km²       | 01212      | 01560        |
| Mantenay-Montlin           | 309 (2013)     | 10,8       | 29 Einw./km²       | 01230      | 01560        |
| Saint-Jean-sur-Reyssouze   | 733 (2013)     | 27,5       | 27 Einw./km²       | 01364      | 01560        |
| Saint-Julien-sur-Reyssouze | 747 (2013)     | 7,5        | 100 Einw./km²      | 01367      | 01560        |
| Saint-Nizier-le-Bouchoux   | 688 (2013)     | 28,3       | 24 Einw./km²       | 01380      | 01560        |
| Saint-Trivier-de-Courtes   | 1.091 (2013)   | 16,5       | 66 Einw./km²       | 01388      | 01560        |
| Servignat                  | 169 (2013)     | 8,0        | 21 Einw./km²       | 01406      | 01560        |
| Vernoux                    | 322 (2013)     | 4,7        | 69 Einw./km²       | 01433      | 01560        |
| Vescours                   | 234 (2013)     | 12,9       | 18 Einw./km²       | 01437      | 01560        |

## Politik
| Vertreter im conseil général des Départements | Vertreter im conseil général des Départements | Vertreter im conseil général des Départements |
| Amtszeit                                      | Name                                          | Partei                                        |
| --------------------------------------------- | --------------------------------------------- | --------------------------------------------- |
| 1979–2008                                     | Jean Pépin                                    | UDF, danach UMP                               |
| 2009–2015                                     | Armel Morel                                   | DVD                                           |